# Prigglitz
Prigglitz là một thị xã thuộc huyện Neunkirchen trong bang Niederösterreich.